# 14-я бригада оперативного назначения НГ (Украина)
14-я бригада оперативного назначения имени Ивана Богуна, также известна как Калиновская (14 БрОН, в/ч 3028) — формирование Национальной гвардии Украины, входящий в состав Западного оперативно-территориального объединения. Место дислокации — г. Калиновка Винницкая область.
Часть сформирована на базе спецподразделения «Ягуар» Внутренних войск Украины.
Бригада носит имя Ивана Богуна — украинского полковника, военного и государственного деятеля времен Богдана Хмельницкого. В рамках кампании «Гвардия наступления» получила название «Красная калина».

## Структура
● 1-й батальон оперативного назначения 
● 2-й батальон оперативного назначения 
● рота боевого обеспечения
● противотанковая артиллерийская батарея, 2016 год 
● стрелковая рота (резервная), 2016 год 
● рота связи 
● ремонтная рота
● рота материального обеспечения
● зенитная батарея
● гаубическая самоходно-артиллерийская батарея, 2019

## Командование
● полковник Миропольский Иван Леонидович
● полковник Вакулко Богдан Иванович
● полковник Охрименко Александр Викторович

## Традиции
Полк известен под названием «Калиновский» 
Днем части считается 2 ноября.
24 марта 2018 года указом Президента Украины №82/2018 с целью увековечения памяти выдающегося украинского военного и государственного деятеля времён Хмельниччины полковника Ивана Богуна и с учётом боевых заслуг, мужества, образцового выполнения возложенных задач 8 полку оперативного назначения было присвоено почётное наименование «Ивана Богуна».
27 июля 2022 года полк отмечен почётным знаком «За мужество и отвагу».

## Потери
● Долинский Виктор Григорьевич — прапорщик, инструктор-гранатометчик, погиб 5 мая 2014 года.
● Белошкурский Валентин Васильевич — прапорщик, инструктор (старший пулеметчик), погиб 29 мая 2014 года.
● Липский Виктор Владимирович - прапорщик, инструктор (старший пулеметчик), погиб 29 мая 2014 года.
● Мушта Максим Александрович — прапорщик, старший инструктор (пулеметчик БТР), погиб 17 августа 2014 года.
● Лабань Роман Олегович — лейтенант, погиб 17 февраля 2015 года, выполняя задачи вывода украинских сил из района Дебальцево. В пгт. Луганское попал под танковый обстрел противника.
● Глушко Александр Николаевич — лейтенант, погиб 11 июня 2022 года, выполняя задачи по обороне города Северодонецк; попал под артиллерийские обстрелы противника.
● Лизавенко Дмитрий — лейтенант, погиб 11 июня 2022 года, выполняя задачи по обороне города Северодонецк; попал под артиллерийские обстрелы противника.
● Прокопчук Владимир, старший солдат. Погиб 23 апреля 2023 возле села Ивано-Дарьевка Донецкой области. Во время вражеского обстрела позиций украинских защитников прикрыл собой троих собратьев и получил смертельную минно-взрывную травму.
● Александр Фигурный. Погиб 7 февраля 2024 во время выполнения боевого задания в Запорожской области.
● Касимов Сергей Николаевич, главный сержант. Погиб 3 марта 2024 вблизи населенного пункта Вербовое, Пологовского района Запорожской области

## Чествование
15 октября 2016 года Президент Украины Петр Порошенко в Харькове открыл памятную доску, посвященную бойцам специального подразделения Национальной гвардии Украины «Ягуар», которые 8 апреля 2014 года освободили здание Харьковской ОГА от сепаратистов